# 1769
1769 (MDCCLXIX) byl rok, který dle gregoriánského kalendáře započal nedělí.

## Události
- 2. února – Zemřel papež Klement XIII.
- 16. března – Po více než dvouleté plavbě kolem světa přistál francouzský mořeplavec Louis Antoine de Bougainville v přístavu Saint-Malo.
- 20. března – Britský mořeplavec Philip Carteret po plavbě kolem světa přistál v Anglii.
- 13. dubna – Britský mořeplavec James Cook na plavbě kolem světa přistál se svou lodí Endeavour na Tahiti.
- 19. května – Byl zvolen nový papež Klement XIV.
- 16. července – Španělé na tichomořském pobřeží severní Ameriky založili město San Diego.
- 25. srpna – Římský císař Josef II. se ve slezské Nyse setkal s pruským králem Fridrichem II.
- 10. září – Pouhým okem byla viditelná Messierova kometa C/1769 P1.
- 12. září – Papež Klement XIV. vydal encykliku Decet quam maxime, ve které kritizoval nárůst daní a poplatků pro světskou i církevní moc.
- 7. října – James Cook přistál u Severního ostrova Nového Zélandu a prohlásil jej za majetek britské koruny.
- 13. prosince – V New Hampshire byla založena Dartmouth College.

### Probíhající události
- 1768–1771 – První plavba Jamese Cooka
- 1768–1774 – Rusko-turecká válka

## Vědy a umění
- 5. ledna – Skotský mechanik James Watt získal patent na parní stroj.
- 3. června – 4. června
  - 19:15 – 01:35 UTC – Astronomové na různých místech světa, včetně expedice Jamese Cooka na Tahiti, pozorovali přechod Venuše přes sluneční kotouč.
- 23. října – Francouzský vynálezce Nicolas Joseph Cugnot představil funkční prototyp parního automobilu.
- Anglický technik Richard Arkwright získal patent na dopřádací stroj Waterframe.

## Narození

### Česko
- 7. ledna – Antonín Jaroslav Puchmajer, spisovatel († 29. září 1820)
- 8. března – Kateřina Veronika Anna Dusíková, klavíristka, harfenistka a skladatelka († 24. března 1833)
- 11. duben – František Vladislav Hek, buditel, spisovatel a předobraz Jiráskova F. L. Věka († 4. září 1847)
- 27. června – Josef II. ze Schwarzenbergu, šlechtic († 5. listopadu 1833)
- 9. listopadu – Karel Postl, malíř a grafik († 15. března 1818)

### Svět

Napoleon Bonaparte (* 15. srpna)

- 10. ledna – Michel Ney, francouzský napoleonský maršál († 7. prosince 1815)
- 31. ledna – André-Jacques Garnerin, francouzský průkopník parašutismu († 18. srpna 1823)
- 13. února – Ivan Andrejevič Krylov, ruský autor bajek († 21. listopadu 1844)
- 27. února – Juraj Palkovič, slovenský básník, novinář, pedagog († 13. června 1850)
- 4. března – Muhammad Alí Paša, egyptský vojevůdce a diktátor († 2. srpna 1849)
- 6. března – Ferdinand III. Toskánský, toskánský velkovévoda († 17. července 1824)
- 23. března – Augustin Daniel Belliard, francouzský generál († 28. ledna 1832)
- 29. března – Nicolas Jean de Dieu Soult, francouzský generál a politik († 26. listopadu 1851)
- 10. dubna – Jean Lannes, francouzský generál († 31. května 1809)
- 13. dubna – Thomas Lawrence, anglický malíř († 7. ledna 1830)
- 14. dubna – Barthélemy-Catherine Joubert, francouzský generál († 15. srpna 1799)
- 25. dubna – Marc Isambard Brunel, francouzsko-britský inženýr, architekt a vynálezce († 12. prosince 1849)
- 1. května – Arthur Wellesley, 1. vévoda z Wellingtonu, britský vojevůdce a státník († 14. září 1852)
- 7. května – Giuseppe Farinelli, italský skladatel († 12. prosince 1836)
- 29. května
  - Maxmilián Josef z Thun-Taxisu, bavorský královský důstojník a generálmajor rakouské armády († 15. května 1831)
  - Anna Maria Taigi, italská blahoslavená katolické církve († 9. června 1837)
- 18. června – Robert Stewart, vikomt z Castlereaghu, britský ministr zahraničí († 12. srpna 1822)
- 15. srpna – Napoleon Bonaparte, francouzský vojevůdce a císař († 5. května 1821)
- 23. srpna – Georges Cuvier, francouzský zoolog († 13. května 1832)
- 6. září – Bohuslav Tablic, slovenský básník, literární historik a kněz († 21. ledna 1832)
- 9. září – Ivan Kotljarevskyj, ukrajinský spisovatel, básník a dramatik († 29. října 1838)
- 14. září – Alexander von Humboldt, německý přírodovědec a geograf († 6. května 1859)
- 4. října – Alexej Andrejevič Arakčejev, ruský generál († 3. května 1834)
- 6. října – Isaac Brock, britský vojevůdce, kanadský národní hrdina († 13. října 1812)
- 10. října – Vladislav Alexandrovič Ozerov, ruský dramatik († 17. září 1816)

## Úmrtí

### Česko
- 29. ledna – Lazar Widemann, sochař a řezbář (* 13. prosince 1697)
- 27. března – Josef Antonín Gurecký, hudební skladatel a houslista (* 1. března 1709)
- 29. března – Jan Kammereith, sochař (* 1715)
- 5. dubna – Joseph Anton Sommer, profesor práv a zemský advokát (* 1711)
- neznámé datum – Ludvík Ignác Müller, malíř a sochař období pozdního baroka (* 1724)

### Svět
- 2. února – Klement XIII., papež (* 7. března 1693)
- 20. dubna – Pontiac, indiánský náčelník, vůdce protibritského povstání (* 1720)
- 4. června – Giambattista Lolli, italský šachový mistr (* 1698)
- 27. září – Gian Domenico Mansi, teolog a církevní historik (* 16. února 1692)
- 25. prosince – Josef Winterhalder starší, moravský sochař (* 10. ledna 1702)

## Hlavy států
- Francie – Ludvík XV. (1715–1774)

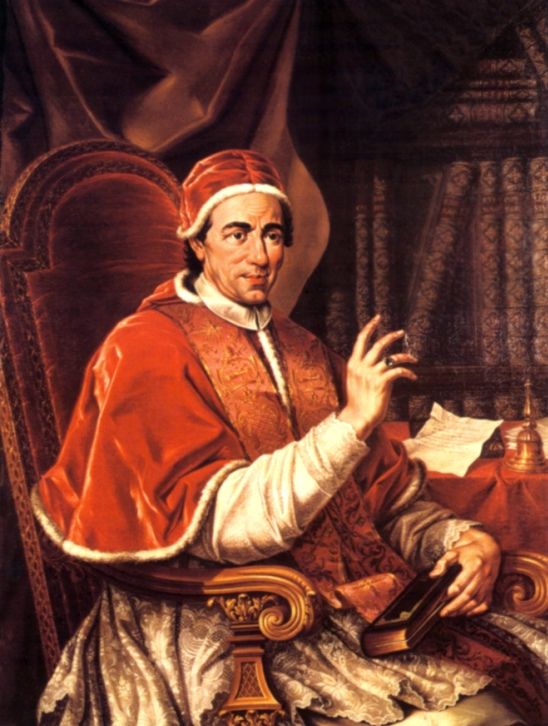
Papežem se stal Klement XIV.

- Habsburská monarchie – Marie Terezie (1740–1780)
- Osmanská říše – Mustafa III. (1757–1774)
- Polsko – Stanislav II. August Poniatowski (1764–1795)
- Prusko – Fridrich II. (1740–1786)
- Rusko – Kateřina II. Veliká (1762–1796)
- Španělsko – Karel III. (1759–1788)
- Švédsko – Adolf I. Fridrich (1751–1771)
- Velká Británie – Jiří III. (1760–1820)
- Svatá říše římská – Josef II. (1765–1790)
- Papež – Klement XIII. (1758–1769) / Klement XIV. (1769–1774)
- Japonsko – Go-Sakuramači (1762–1771)